# اریک پترشون (وزنه‌بردار)
اریک پترشون (سوئدی: Erik Pettersson؛ ۱۸ مه ۱۸۹۰ – ۴ آوریل ۱۹۷۵) وزنه‌بردار اهل سوئد بود.
وی در مسابقات کشوری و بین‌المللی در مجموع برندهٔ ۱ مدال برنز شده‌است.